# H 구립운석
H형 정상구립운석(H type ordinary chondrite)은 보통 H 구립운석(H chondrite)으로 줄여 부르며, 가장 흔한 운석 종류이다. 약자 H는 다른 정상구립운석에 비해 철 함량이 높다→High iron abundance는 성질에서 유래하였다. 과거에는 고동휘석 구립운석이나 감람고동휘석 구립운석라고도 칭했으나, 현재는 쓰이지 않는 용어이다.

## 모천체
H 구립운석의 모천체는 S형 소행성 6 헤베가 주로 거론되며, 3 유노나 7 이리스일 가능성도 간혹 제기된다. H 구립운석은 6 헤베에서 직접 떨어지기보다는, 6 헤베에서 분리된 근지구 소행성이 분해되어 생긴 것으로 추정된다.
H 구립운석은 IIE 철질운석과 산소 동위원소 비율 및 미량 원소의 함량이 매우 유사해, 같은 천체에서 유래한 것으로 여겨지고 있다.

## 구성 성분
H 구립운석에 가장 많은 광물은 고동휘석(휘석 계열)과 감람석으로, 니켈-철 합금과 트로일라이트도 각각 15~19%, 5%가량 존재한다. 운석 대부분은 상당한 변성 작용을 받은 흔적이 있다.

### 철
H 구립운석은 중량의 약 25~31%가량이 철이며, 대부분은 금속 상태이기 때문에 겉보기는 구립운석이지만 강한 자성을 띈다.

## 사진

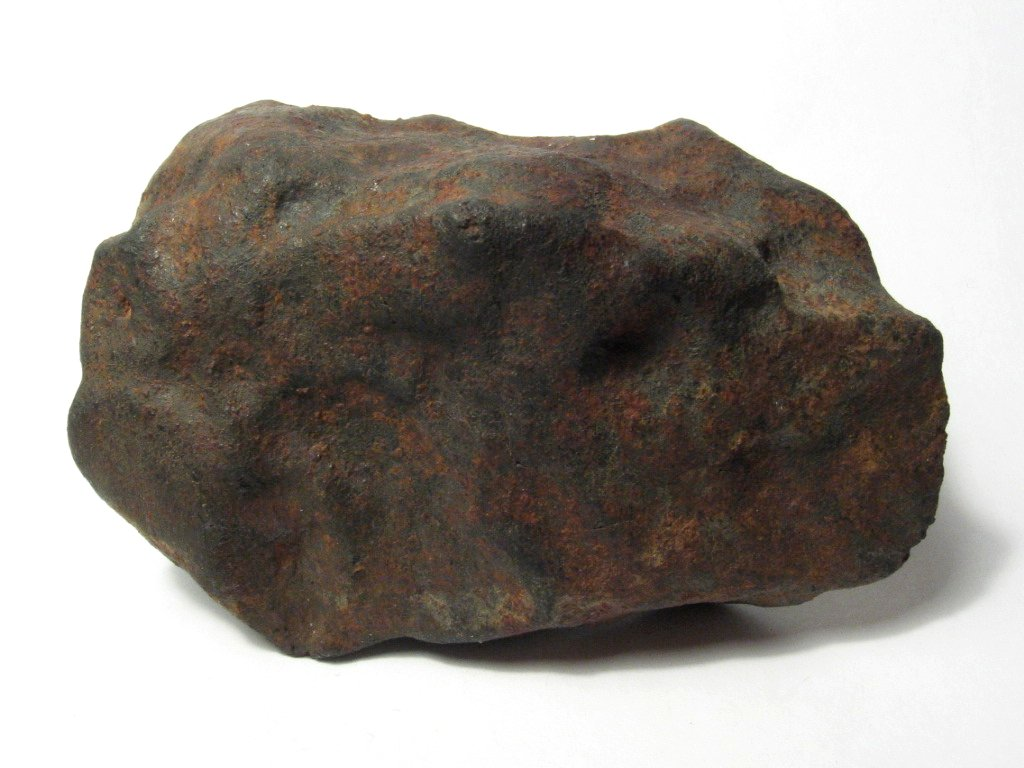
Gao-Guenie, H5
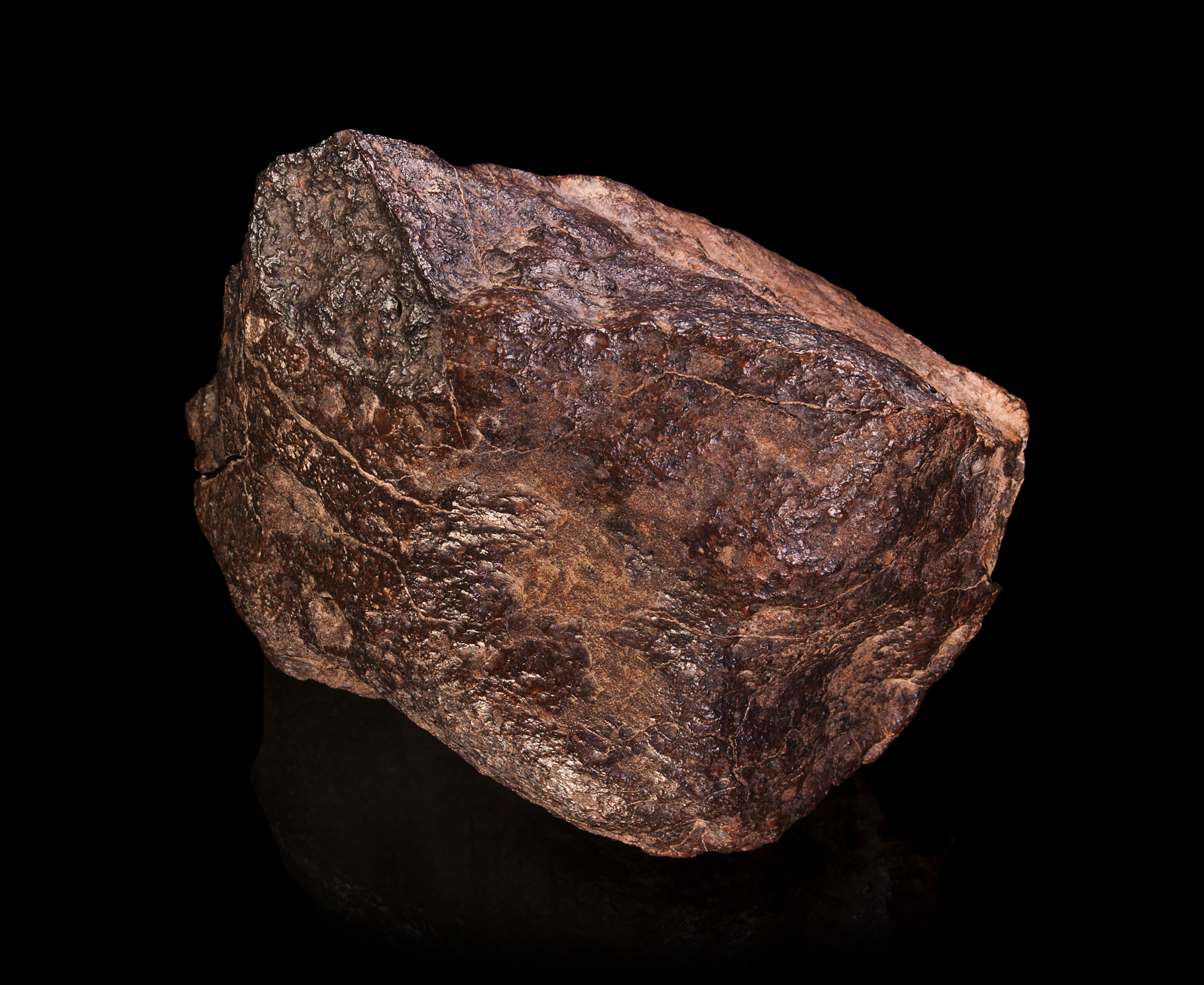
H5 Dar Bou Nali South Morocco